# Liste der geschützten Landschaftsbestandteile im Landkreis Deggendorf
Im Landkreis Deggendorf gab es im Februar 2023 insgesamt 13 ausgewiesene geschützte Landschaftsbestandteile.

## Geschützte Landschaftsbestandteile
| Adler - Streuwiese                                 | BW | LB-00466 | Deggendorf                   | ⊙ | 0,40 |  |
| Donauinsel bei Metten                              |    | LB-00468 | Metten                       | ⊙ | 7,18 |  |
| Ehemalige Kiesgrube am Feuerwehrhaus in Rottenmann | BW | LB-00491 | Stephansposching             | ⊙ | 0,27 |  |
| Eiche bei Flintsbach                               | BW | LB-00497 | Winzer                       | ⊙ |      |  |
| Eiche bei Tabertshausen/Aholming                   | BW | LB-00493 | Aholming                     | ⊙ |      |  |
| Eichengruppe Pankofen                              | BW | LB-00469 | Deggendorf                   | ⊙ | 0,82 |  |
| Eichenhain auf der 'Kälberweide'                   | BW | LB-00470 | Metten                       | ⊙ | 1,36 |  |
| Fischerdorfer Donauinseln                          |    | LB-00530 | Deggendorf Drei Teilflächen: | ⊙ | 5,83 |  |
| Graureiherkolonie bei Kasten                       | BW | LB-00496 | Osterhofen                   | ⊙ | 3,37 |  |
| Halbtrockenrasen bei Obermoos/Moos                 | BW | LB-00494 | Moos                         | ⊙ | 1,13 |  |
| Hangwald und Uferbereich a. d. Donau               | BW | LB-00482 | Stephansposching, Irlbach    | ⊙ | 3,35 |  |
| Obermooser Streuwiese/Plattling                    | BW | LB-00495 | Aholming                     | ⊙ | 2,50 |  |
| Streuwiesen bei Forstern/Moos                      | BW | LB-00492 | Moos Zwei Teilflächen:       | ⊙ | 4,90 |  |
| Legende für Geschützter Landschaftsbestandteil     |    |          |                              |   |      |  |